# Sundts premie
Sundts premie ist ein norwegischer Architekturpreis. Er wird von der Oslo arkitektforening an „ein im architektonischen Sinne hervorragendes Privatgebäude, ausgeführt in der Stadt Oslo“, vergeben. Der Preis wurde von Harald Sundt begründet und wurde 1908 das erste Mal verliehen. Sundts premie wird jedes zweite Jahr verliehen.

## Preisträger
Die Preisträger seit 1908 sind:
| Jahr                      | Bild | Adresse                                                                                                   | Architekt/Architekturbüro                                                             |
| ------------------------- | ---- | --- | ------------------------------------------------------------------------------------- |
| 1908                      |      | Drammensveien 41                                                                                          | Ole Sverre                                                                            |
| 1910                      |      | Thomas Heftyes gate 21                                                                                    | Chr. Fürst                                                                            |
| 1912                      |      | Drammensveien 89                                                                                          | Ole Sverre                                                                            |
| 1914                      |      | Rosenkrantz' gate 8, Bøndernes Hus                                                                        | Berner & Berner                                                                       |
| 1916                      |      | Frederik Stangs gate 16                                                                                   | Magnus Poulsson                                                                       |
| 1918                      |      | Kristinelundveien 20                                                                                      | Morgenstierne & Eide                                                                  |
| 1920                      |      | Professor Dahls gate 46 B                                                                                 | Bjercke & Eliassen                                                                    |
| 1922                      |      | Industrigata 21                                                                                           | Nicolai Beer                                                                          |
| 1924                      |      | Bygdø allé 77                                                                                             | Arnstein Arneberg                                                                     |
| 1926                      |      | Drammensveien 88e                                                                                         | Lars Backer                                                                           |
| 1928                      |      | Karl Johans gate 17                                                                                       | Bjercke & Eliassen                                                                    |
| 1930                      |      | Ovre Slottsgate 21, Horngården                                                                            | Lars Backer                                                                           |
| 1932                      |      | Kristinelundveien 25                                                                                      | Nicolai Beer                                                                          |
| 1934                      |      | Stortingsgata 28, Odd Fellow-bygningen                                                                    | Blakstad & Munthe-Kaas                                                                |
| 1936                      |      | Drammensveien 116b                                                                                        | Ragnar Nilsen                                                                         |
| 1938                      |      | Gabelsgata 46 / Vesthgata 6                                                                               | Ree & Buch                                                                            |
| 1950                      |      | Nils Bays vei 12 Bygdøynesveien 24                                                                        | Anton Poulsson (nr. 12), Arne Pedersen und Reidar Lund (nr. 24)                       |
| 1951–1952                 |      | Snippen boligfelt, Siedlung, Hovseter                                                                     | Erling Viksjø                                                                         |
| 1953–1955                 |      | Etterstadveien 9                                                                                          | Norsk Elektrisk Kabelfabrikk und Guttorm Bruskeland                                   |
| 1956–1957                 |      | Bølerlia 6–30                                                                                             | Krag & Selmer                                                                         |
| 1958–1959                 |      | Lyder Sagens gate 6                                                                                       | Knut Knutsen und Bengt Espen Knutsen                                                  |
| 1960–1961                 |      | Munthes gate 31                                                                                           | Institutt for samfunnsforskning, Molle & Per Cappelen und Eliassen & Lambertz-Nilssen |
| 1962–1963                 |      | Trosterudstien 1                                                                                          | Wenche Selmer und Jens Selmer                                                         |
| 1964–1965                 |      | Vika-terrassen                                                                                            | Einar Arnborg und Robert Jensen                                                       |
| 1966–1969                 |      | Tveteråsen, Ulsrud                                                                                        | Bengt Espen Knutsen                                                                   |
| 1970–1971                 |      | Staffeldts gate 4, Erweiterung der Bibelschule der Norwegischen Lutherischen Missionsgesellschaft in Oslo | Holter & Bauck                                                                        |
| 1972–1973                 |      | Bygdøynesveien 37, Norsk Maritimt Museum                                                                  | Eliassen & Lambertz-Nilssen                                                           |
| 1974–1975                 |      | Kristianiasvingen 2–46, Svendstuen Wohngebiet                                                             | Telje–Torp–Aasen Arkitektkontor                                                       |
| 1976–1977                 |      | Karl Johans gate 27, Fellesbanken                                                                         | Torp & Torp                                                                           |
| 1981–1982                 |      | Fridtjof Nansens vei 17–19                                                                                | Thor Furuholmen, Øyvind Gunnarsjaa und Finn Kolstad                                   |
| 1983–1984                 |      | Dalsveien. Giskehagen Wohngebiet, Slemdal                                                                 | Niels Torp                                                                            |
| 1985–1986                 |      | Rådhusgata 23b, Anbau                                                                                     | Platou Arkitekter                                                                     |
| 1987–1988                 |      | Pilestredet 53, Lilleparken Wohnungsgenossenschaft                                                        | 4B Arkitekter                                                                         |
| 1989–1990                 |      | Kristian Augusts gate 7b                                                                                  | Telje–Torp–Aasen Arkitektkontor                                                       |
| 1991–1992                 |      | Grev Wedels plass 9, Astrup-Fearnley-Museum                                                               | LPO Arkitektkontor                                                                    |
| 1993–1994                 |      | Tonsenveien 25, An- und Umbau                                                                             | Knut Hjeltnes                                                                         |
| 1995–1996                 |      | C. J. Hambros plass 2, Ibsenkvartalet                                                                     | Gunnarsjaa + Kolstad                                                                  |
| 1997–1998                 |      | Furulundsveien 10 A&B, Villa Furulund                                                                     | Lund Hagem Arkitekter                                                                 |
| 1999–2000                 |      | Dronninghavnveien 5, Bygdøy                                                                               | Knut Hjeltnes, Sivilarkitekter                                                        |
| 2001–2002                 |      | kein Preis ausgelobt                                                                                      |                                                                                       |
| 2003–2004                 |      | Marienlyst Park                                                                                           | Lund Hagem Arkitekter                                                                 |
| 2005–2006                 |      | Bjørnveien 119                                                                                            | Dahle/Dahle/Breitenstein                                                              |
| 2007–2008                 |      | Gyldendalhuset, Sehesteds gate 4                                                                          | Sverre Fehn                                                                           |
| 2009–2010                 |      | Fagerborg Menighetsbarnehage                                                                              | Reiulf Ramstad arkitekter                                                             |
| 2011–2012                 |      | Parkveien 5 B/C                                                                                           | KIMA arkitektur und MAD                                                               |
| 2013–2015                 |      | Pareliusveien 3G                                                                                          | Atelier Oslo                                                                          |
| 2016–2017, verliehen 2018 |      | Øvre Slottsgate 3/Tollbugata 30, „Sentralen“                                                              | KIMA arkitektur und Atelier Oslo                                                      |
| 2018–2019, verliehen 2021 |      | Munthes gate 29, Umwandlung von einem Büro- in ein Wohngebäude                                            | R21 architects                                                                        |
| 2020–2021, verliehen 2023 |      | Skippergata 24, Pressens hus Oslo, Umbau unter Denkmalschutz                                              | Atelier Oslo und KIMA arkitektur                                                      |